# Liste der Monuments historiques in Vaufrey
Die Liste der Monuments historiques in Vaufrey führt die Monuments historiques in der französischen Gemeinde Vaufrey auf.

## Liste der Objekte
| Bezeichnung                   | Beschreibung | Standort                                   | Kennzeichnung | Schutzstatus | Datum | Bild |
| ----------------------------- | --- | ------------------------------------------ | ------------- | ------------ | ----- | ---- |
| Vier Gemälde der Evangelisten | Ölfarbe auf Leinwand, 18. Jahrhundert                                                                             | in der Kirche St-Luc-et-Ste-Colombe (Lage) | PM25001386    | Classé       | 1975  |      |
| Mater-dolorosa-Altar          | rechter Seitenaltar; Altartisch, Retabel und Gemälde; Holz, farbig gefasst, Ölfarbe auf Leinwand, 18. Jahrhundert | in der Kirche St-Luc-et-Ste-Colombe (Lage) | PM25002430    | Inscrit      | 1975  |      |
| Maria-Rosenkranz-Altar        | linker Seitenaltar; Altartisch, Retabel und Gemälde; Holz, farbig gefasst, Ölfarbe auf Leinwand, 18. Jahrhundert  | in der Kirche St-Luc-et-Ste-Colombe (Lage) | PM25002431    | Inscrit      | 1975  |      |
| Kruzifix                      | Holz, farbig gefasst, 18. Jahrhundert                                                                             | in der Kirche St-Luc-et-Ste-Colombe (Lage) | PM25002432    | Inscrit      | 1975  |      |
| Prozessionskreuz              | Kupfer, versilbert, 18. Jahrhundert                                                                               | in der Kirche St-Luc-et-Ste-Colombe (Lage) | PM25002433    | Inscrit      | 1975  |      |